# Márton Vas
Márton Vas (ur. 2 marca 1980 w Dunaújváros) – węgierski hokeista, reprezentant Węgier.
Jego brat János (ur. 1984) także został hokeistą.

## Kariera klubowa
- Flagstaff Mountainiers (1997-1998)
- Hawkesbury Hawks (1998-2000)
- Dunaújvárosi Acélbikák (2000-2006)
  -  Vänersborgs HC (2001)
  -  Grums IK (2003)
- Diables Rouges de Briançon (2006-2009)
- Alba Volán Székesfehérvár (2009-2013)
- Löwen Frankfurt (2013-2015)
- HC Fassa (2015-2016)
- EHC Freiburg (2016-2017)

Wychowanek klubu Dunaújvárosi Acélbikák. W wieku juniorskim rozwijał karierę w USA. Następnie grał w macierzystym klubie w lidze węgierskiej, we francuskiej Ligue Magnus. Od maja 2013 zawodnik niemieckiego klubu Löwen Frankfurt w lidze DEL, od 2014 występującego w DEL2. W maju 2014 przedłużył umowę o rok. Odszedł z klubu w kwietniu 2015. Od września 2015 zawodnik włoskiego klubu Fassa. Od czerwca 2016 do maja 2017 zawodnik EHC Freiburg. W maju 2017 ogłosił zakończenie kariery zawodniczej.
Przez wiele lat występował na pozycji środkowego napastnika. W późniejszych latach kariery został przekwalifikowany na obrońcę.

## Kariera reprezentacyjna
W reprezentacjach juniorskich Węgier uczestniczył w turniejach mistrzostw Europy do lat 18 w 1996, 1997, 1998, mistrzostw świata juniorów do lat 20 w 1999, 2000. W reprezentacji seniorskiej uczestniczył w turniejach 2001, 2002, 2003, 2004, 2005, 2006, 2007 (Dywizja I), 2008 (Dywizja I), 2009 (Elita), 2010, 2011, 2012, 2013, 2014, 2015 (Dywizja I), 2016 (Elita).

## Sukcesy
Reprezentacyjne

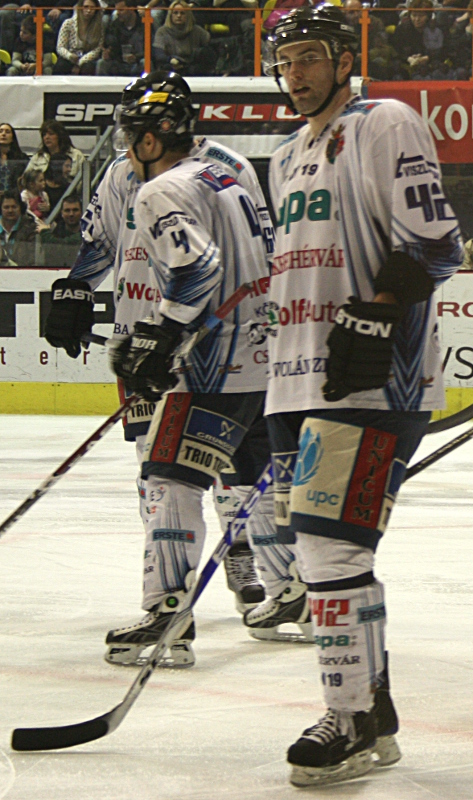
Márton Vas w barwach Alby Volan (2010)

- Awans do Elity mistrzostw świata: 2008, 2015

Klubowe
- Złoty medal mistrzostw Węgier: 2002 z Dunaújvárosi Acélbikák, 2010, 2011, 2012 z Albą Volan
- Srebrny medal mistrzostw Węgier: 2001, 2003, 2004, 2005 z Dunaújvárosi Acélbikák
- Puchar Węgier: 2001, 2002, 2003, 2004 z Dunaújvárosi Acélbikák
- Srebrny medal mistrzostw Francji: 2008, 2009 z Briançon
- Finał Pucharu Ligi Francuskiej: 2008, 2009 z Briançon
- Złoty medal Oberligi West: 2014

Indywidualne
- Mistrzostwa Świata w Hokeju na Lodzie 2006/I Dywizja#Grupa A:
  - Drugie miejsce w klasyfikacji strzelców turnieju: 5 goli[10]
- Mistrzostwa Świata w Hokeju na Lodzie 2011/I Dywizja#Grupa A:
  - Pierwsze miejsce w klasyfikacji skuteczności wygrywanych wznowień w turnieju:70,77%[11]
  - Trzecie miejsce w klasyfikacji strzelców turnieju: 5 asyst[12]
- Mistrzostwa Świata w Hokeju na Lodzie 2013/I Dywizja#Grupa A:
  - Piąte miejsce w klasyfikacji asystentów turnieju: 5 asyst[13]
  - Piąte miejsce w klasyfikacji kanadyjskiej turnieju: 6 punktów[14]
- Mistrzostwa Świata w Hokeju na Lodzie 2014/I Dywizja#Grupa A:
  - Pierwsze miejsce w klasyfikacji asystentów wśród obrońców turnieju: 3 asysty[15]
  - Drugie miejsce w klasyfikacji kanadyjskiej wśród obrońców turnieju: 5 punktów
  - Skład gwiazd turnieju (jako obrońca)[16]